# 7-30 Waters
7-30 Waters набій, який початково був кустарним, який розробив автор Кен Вотерс в 1976 році, щоб забезпечити кращу продуктивність важільним гвинтівкам ніж схожий набій .30-30 Winchester, шляхом збільшення швидкості та більш пласкої траєкторії завдяки використання меншої, легшої кулі. В 1984 році компанія Winchester представила гвинтівку Модель 94 під набій 7-30 Waters, зробивши його комерційним набоєм. В 1986 році Thompson/Center почав випускати стволи Contender довжиною 254, 356 та 508 мм під цей набій.

## Розробка
Огляд набою 7-08 Rem. (гільза набою .308 Win. обтиснута до 7 мм), пояснює конструкцію набою наступним чином:
Все, що може куля 7 мм, може і .30 калібр з порівнянною щільністю перерізу та балістичним коефіцієнтом. Загвоздка в тому, що для того, щоб відправити кулю 30-го калібру по такій самій плоскій траєкторії, як у кулі 7 мм, відбій буде приблизно на 20 відсотків більше. . . . [Куля] 7 мм забезпечує явно більш високі характеристики на дальності з точки зору доставленої енергії та траєкторії за будь-якого заданого рівня віддачі [порівняно з кулею калібру .30].
Є дві основні причини, з яких відбій набою 7 мм менше, ніж порівняно ефективного набою .30 калібру: щоб відповідати балістичному коефіцієнту набою 7 мм, потрібна значно важча куля .30 калібру, а для того, щоб розігнати цю важчу кулю .30 калібру до аналогічної швидкості (для кінетичної енергії та опору вітру («час до мети»)), потрібно більше пороху. Таке поєднання важчою кулі з важчим зарядом збільшують відбій набою .30 калібру. 
Набій .30-30 Winchester зазвичай використовують на коротких дистанціях, в першу чергу через відносно невелику ємність гільзи та вагу кулі в 150 й 170 гран. Щоб це компенсувати, Вотерс обтиснув дульце гільзи для встановлення кулі 7 мм (.284 дюйми), замість оригінальної кулі .308 калібру (7,62 мм). Через розробку набою для використання в важільних гвинтівках, набій 7-30 мав низький робочий тиск, але завдяки оригінальній конструкції Вотерса легша куля (9 г) рухається з вищою швидкістю (790 м/с). Заводський заряд набою .30-30 розганяє кулю вагою 9,7 г до швидкості 730 м/с, в той час як заводський заряд набою 7-30 розганяє кулю вагою 7,7 г до швидкості 825 м/с. Дулова енергія становить трохи більше 2576 Дж для обох зарядів, але легша куля 7 мм має вищу швидкість та пласкішу траєкторію.

## Боєприпаси
Безпечно використовувати гостроносі кулі в важільних гвинтівках можна лише коли такий набій є першим в трубчастому магазині, а всі інші набої повинні мати плосконосі кулі або якщо гвинтівка використовує два набої (1 набій в патронник і лише 1 набій в магазині).
Шанувальники ручного заряджання набоїв 7-30 Waters для однозарядних гвинтівок та пістолетів не обмежуються лише плосконосими кулями, а тому мають широкий діапазон виробників і гостроносих куль різної ваги калібру 7 мм.

### Виготовлені боєприпаси
Компанія Federal Cartridge пропонує набої 7-30 Waters — Federal Premium Vital-Shok який стріляє кулею вагою 7,78 г Sierra GameKing з човниковим хвостом напівоболонкову з пласким носом і розганяє її до швидкості 825 м/с з дуловою енергією 2630 Дж. Куля має щільність перетину 0.213.
В новому каталозі 2020 року Hornady Manufacturing Company показали набій 7-30 Waters LEVERevolution який дозволяв використовувати балістично ефективні гостроносі кулі в трубчастих магазинах.

### Ручне заряджання
Компанія Speer Bullets пропонує плосконосу кулю вагою 8,42 г з мідною напівоболонкою для використання в важільних гвинтівках. Вона має поперечну щільність 0.23 та балістичний коефіцієнт 0.257.
Hornady Manufacturing Company пропонує кулю вагою 7,7 г FTX калібру 7мм/.284". Це дозволяє використовувати балістично ефективні гостроносі кулі в трубчастих магазинах.

## Вогнепальна зброя

### Гвинтівки
Набій 7-30 Waters із його пласкішою траєкторією та вищою швидкістю зробив [Winchester Модель 94] те, що багато хто вважає ідеальною гірською гвинтівкою: легка, але здатна робити постріли на далекі відстані.
До 1982 року Вотерс удосконалив свій новий набій, який зміг стріляти пласкою кулею вагою 9 г з дуловою швидкістю 790 м/с з важільної гвинтівки зі стволом довжиною 610 мм. До 1983 року він зміг привернути увагу компанії Winchester, що призвело до появи карабіна Моделі 94 зі стволом довжиною 508 мм з викидом гільз під кутом та гвинтівку Моделі 94XTR зі стволом довжиною 610 мм з викидом гільз під кутом під новий калібр в 1984 році. В 1997 році виробництво було припинено.
Однозарядні гвинтівки Contender та Encore від Thompson Center Arms пропонують під набій 7-30 Waters в неіржавній обробці або воронуванні.

### Ручна зброя
Thompson Center Arms почали використовувати набій 7-30 Waters в своєму однозарядному пістолеті Contender починаючи з 1986 року. Заводські заряди мали швидкість 730 м/с при стрільбі зі ствола довжиною 14 дюймів, що робило набій 7-30 Waters одним з найшвидших комерційних набоїв для пістолета.  Крім того, однозарядні пістолети Contender та Encore могли безпечно використовувати гостроносі кулі, що дозволяло спеціалісту з ручного заряджання досягти додаткової швидкості на далеких відстанях при використанні пістолетів для полювання, а також при стрільбі по металевим силуетам. 

## Використання
Пкао Келлі з сайту leverguns.com: 
Мені подобається модель 94 Winchesters.... і 7 Waters дуже добре підходить до стандартного затвора 94. Це саме те, для чого він був розроблений...легкий, зручний і досить потужний набій і гвинтівка для оленів і чорних ведмедів.
Кулі вагою від 7 до 7,7 грами підходить для полювання на дрібну дичину та шкідників (куля вагою 7 грамів може досягти швидкості до 914 м/с); вагою від 7,7 до 9,9 грами підходить для полювання на оленів; а вагою від 9,9 до 10,9 грамів підходить для полювання на велику дичину на близькій відстані. "7-30 Waters довів свої можливості у польових умовах на великій дичині вагою до 130 кг в лісах. На момент написання статті для ручного заряджання доступні дві кулі з плоскою носовою частиною для використання у гвинтівках із трубчастими магазинами. Для білохвостого оленя вистачить кулі вагою 7,7 г Nosler, але для полювання на чорнохвостого оленя та чорного ведмедя потрібна вже куля вагою 9 г Hornady." Nosler та Hornady більше не випускають плосконосі кулі калібру 7 мм.
Найкращу продуктивність набій показує з гвинтівковим стволом; для коротшого ствола карабіна найкраще обрати набій .30-30. Чим довше ствол тим плоскіша траєкторія кулі набою 7-30 і є більш далекобійною, крім того відбій менше, чим легша куля. Незважаючи на переваги набій 7-30 все ж є менш популярним ніж набій .30-30.
Де 7-30 міцно закріпився, то це в пістолетах. При стрільбі з пістолета по металевими силуетами правильно заряджений 7-30 Waters забезпечує продуктивність, яка рівна іншим 7 мм кустарним набоям, таким як 7 мм International Rimmed, але без формування гільз. Це також дає бонус в можливості стріляти комерційними боєприпасами з деякою втратою продуктивності.